# Мирра (мифология)
Мирра, Смирна (др.-греч. Μύρρα, Σμύρνα) — персонаж древнегреческой мифологии, дочь царя Кипра Кинира и Кенхреиды, мать Адониса (его отец и дед одновременно — в древнегреческой мифологии Кинир).
Она воспылала любовью к своему отцу и, пользуясь чужим именем и темнотой, утолила свою страсть — возлегла с ним во время праздника Деметры. Отец, раскрыв обман, хотел её убить, но Мирре удалось сбежать. В Сабейской земле она превратилась в мирровое дерево. Илифия из щели в коре вытащила младенца Адониса.
В других источниках она носит имя Смирна. Дочь Фоанта. Её мать говорила, что её дочери красивее Афродиты, и богиня внушила Смирне любовь к отцу. Смирна превратилась в одноимённое дерево. Мать Адониса (согласно Паниасиду). Поэму «Смирна» написал римский поэт I в. до н. э. Гельвий Цинна. До наших дней эта поэма, бывшая предметом восхищения Катулла, не дошла — сохранились лишь отдельные строки.
Данте в «Божественной комедии» помещает её в 8-й круг ада как фальсификатора, обманщицу.
В честь Мирры назван астероид (381) Мирра, открытый в 1894 году.